# ONE Fighting Championship 1
ONE FC 1: Champion vs. Champion var ONE Championships första MMA-gala. Den ägde rum 3 september 2011 i Kallang, Singapore.

## Bakgrund
Huvudmatchen var en lättviktsmatch (som med dagens viktklasser i ONE FC skulle kallas fjädervikt) mellan filippinaren Eduard Folayang och K-1-, DEEP- och Legend FC-veteranen, koreanen A Sol Kwon. 
Kommentatorer var ESPN-journalisten Steve Dawson och UFC:s Hall of Fame atleten Bas Rutten. Rutten skötte även ringintervjuerna.

## Resultat
1. ↑  Fight of the Night
2. ↑   Submission of the Night
3. ↑  72,6 kg (160 lb)
4. ↑  Knockout of the Night

## Bonusar
Följande MMA-utövare fick bonusar om 5 000 USD:
- Fight of the Night: Eduard Folayang vs. A Sol Kwon
- Submission of the Night: Eric Kelly vs. Mitch Chilson
- Knockout of the Night: Susovan Ghosh vs. Radeem Rahman